# Rocky Rider
Rocky Rider est une revue disparue de petit format de l'éditeur Jeunesse et Vacances qui a 23 numéros d'août 1971 à février 1977 (+8 recueils de 3 numéros. Dans le dernier recueil, le 3e fascicule n'est pas un Rocky Rider).

## Insolites
- Le no 1 et le no 22 ont la même couverture, ainsi que les no 6 et 23.

## Les Séries
- Cactus (Alberico Motta)
- El Bandera
- Karaté le Loup Blanc
- Larry Collimar
- Les Onze Faucons
- Maki (Antonio Mancuso & Lino Jeva)
- Mark l'Invincible
- Omaha Kid
- Ranger Roy (Nicola Del Principe)
- Rocky Rider (Luigi Grecchi puis Marco Baratelli & Mario Uggeri)
- Watami le Cheyenne (Luigi Grecchi)